# アメリカ海軍の陸上施設一覧
アメリカ海軍の陸上施設一覧（アメリカかいぐんのりくじょうしせついちらん）は、アメリカ海軍における部隊及び機関が在所する施設の一覧である。

## アメリカ国内
| 施設名                                             | 所在地                                                 | 備考                                                     |
| -------------------------------------------------- | ------------------------------------------------------ | -------------------------------------------------------- |
| コンコード海軍武器基地                             | カリフォルニア州コンコード                             |                                                          |
| 艦隊数値気象海洋学センター                         | カリフォルニア州モントレー                             |                                                          |
| チャイナレイク海軍航空武器基地                     | カリフォルニア州リッジクレスト                         |                                                          |
| サンディエゴ海軍基地                               | カリフォルニア州サンディエゴ                           |                                                          |
| コロナド海軍基地                                   | カリフォルニア州サンディエゴ                           |                                                          |
| コロナド海軍水陸両用基地                           | カリフォルニア州コロナド                               | コロナド海軍基地の構成施設                               |
| ノースアイランド海軍航空基地                       | カリフォルニア州サンディエゴ                           | コロナド海軍基地の構成施設                               |
| インペリアル・ビーチ海軍場外離着陸場               | カリフォルニア州インペリアル・ビーチ                   | コロナド海軍基地の構成施設                               |
| サン・クレメンテ島海軍補助離着陸場                 | カリフォルニア州サン・クレメンテ島                     | コロナド海軍基地の構成施設                               |
| ポイント・ロマ海軍基地                             | カリフォルニア州サンディエゴ                           |                                                          |
| サンディエゴ海軍医療センター                       | カリフォルニア州サンディエゴ                           |                                                          |
| エル・セントロ海軍航空施設                         | カリフォルニア州シーリー                               |                                                          |
| リムーア海軍航空基地                               | カリフォルニア州リムーア                               |                                                          |
| 海軍大学院                                         | カリフォルニア州モントレー                             |                                                          |
| シールビーチ海軍武器基地                           | カリフォルニア州シールビーチ                           |                                                          |
| ベンチュラ・カウンティ海軍基地                     | カリフォルニア州オックスナード                         |                                                          |
| ポイント・マグー海軍航空基地                       | カリフォルニア州オックスナード                         | ベンチュラ・カウンティ海軍基地の構成施設                 |
| ポート・ヒューニーメ海軍建設大隊センター           | カリフォルニア州ポート・ヒューニーメ                   | ベンチュラ・カウンティ海軍基地の構成施設                 |
| サン・ニコラス島海軍場外離着陸場                   | カリフォルニア州サン・ニコラス島                       | ベンチュラ・カウンティ海軍基地の構成施設                 |
| ポート・ヒューニーメ海軍水上戦センター             | カリフォルニア州ポート・ヒューニーメ                   |                                                          |
| ニューロンドン海軍潜水艦基地                       | コネチカット州グロトン                                 |                                                          |
| ジャクソンビル海軍航空基地                         | フロリダ州ジャクソンビル                               |                                                          |
| キーウェスト海軍航空基地                           | フロリダ州キーウェスト                                 |                                                          |
| メイポート海軍補給基地                             | フロリダ州ジャクソンビル                               |                                                          |
| オーランド海軍支援施設                             | フロリダ州オーランド                                   |                                                          |
| パナマシティ海軍支援施設                           | フロリダ州パナマシティ                                 |                                                          |
| ペンサコーラ海軍航空基地                           | フロリダ州ペンサコーラ                                 |                                                          |
| ペンサコーラ・コリー・ステーション海軍航空基地     | フロリダ州エスカンビア郡                               | ペンサコーラ海軍航空基地の構成施設                       |
| ホワイティング・フィールド海軍航空基地             | フロリダ州ミルトン                                     |                                                          |
| キングズベイ海軍潜水艦基地                         | ジョージア州カムデン郡                                 |                                                          |
| 海軍太平洋地域コンピューターおよび遠距離通信基幹局 | ハワイ州ワヒアワ                                       |                                                          |
| 太平洋ミサイル試射場                               | ハワイ州ケカハ                                         |                                                          |
| パールハーバー・ヒッカム統合基地                   | ハワイ州ホノルル                                       |                                                          |
| パールハーバー海軍基地                             | ハワイ州ホノルル                                       | パールハーバー・ヒッカム統合基地の構成施設               |
| ルアルアレイVLF送信所                              | ハワイ州ルアルアレイ                                   |                                                          |
| グレート・レイクス海軍基地                         | イリノイ州ノースシカゴ                                 |                                                          |
| ニューオーリンズ海軍航空基地統合予備役基地         | ルイジアナ州ベル・チャス                               |                                                          |
| ポーツマス海軍造船所                               | メイン州キタリー                                       |                                                          |
| カトラーVLF送信所                                  | メイン州カトラー                                       |                                                          |
| インディアン・ヘッド海軍水上戦センター             | メリーランド州インディアン・ヘッド                     |                                                          |
| サーモント海軍支援施設                             | メリーランド州サーモント                               | キャンプ・デービッド                                     |
| カーデロック海軍水上戦センター                     | メリーランド州カーデロック                             |                                                          |
| パタクセント・リバー海軍航空基地                   | メリーランド州セントメアリーズ郡                       |                                                          |
| 海軍兵学校                                         | メリーランド州アナポリス                               |                                                          |
| メリディアン海軍航空基地                           | ミシシッピ州メリディアン                               |                                                          |
| 海軍建設大隊センター                               | ミシシッピ州ガルフポート                               |                                                          |
| ジョン・C・ステニス宇宙センター                    | ミシシッピ州ハンコック郡                               | NASA施設                                                 |
| ファロン海軍航空基地                               | ネバダ州ファロン                                       |                                                          |
| アール海軍武器基地                                 | ニュージャージー州モンマス郡                           |                                                          |
| マックガイヤ-ディックス-レイクハースト統合基地     | ニュージャージー州ライトスタウン、レイクハースト       |                                                          |
| レイクハースト海軍航空工学基地                     | ニュージャージー州レイクハースト                       | マックガイヤ-ディックス-レイクハースト統合基地の構成施設 |
| サラトガ・スプリングズ海軍支援施設                 | ニューヨーク州サラトガ・スプリングズ                   |                                                          |
| ラムーア海軍無線送信所                             | ノースダコタ州ラムーア                                 |                                                          |
| メカニクスバーグ海軍支援施設                       | ペンシルベニア州メカニクスバーグ                       |                                                          |
| フィラデルフィア海軍支援施設                       | ペンシルベニア州フィラデルフィア                       |                                                          |
| フィラデルフィア海軍不活性艦艇整備施設             | ペンシルベニア州フィラデルフィア                       |                                                          |
| ニューポート海軍基地                               | ロードアイランド州ニューポート                         | 海軍大学校を含む                                         |
| 海軍水中戦センター                                 | ロードアイランド州ニューポート                         | ニューポート海軍基地の構成施設                           |
| チャールストン統合基地                             | サウスカロライナ州ノースチャールストン、グースクリーク |                                                          |
| チャールストン海軍支援施設                         | サウスカロライナ州グースクリーク、ハナハン             | チャールストン統合基地の構成施設                         |
| ビューフォート合衆国海軍病院                       | サウスカロライナ州ビューフォート                       |                                                          |
| ミッドサウス海軍支援施設                           | テネシー州ミリントン                                   |                                                          |
| コーパスクリスティ海軍航空基地                     | テキサス州コーパスクリスティ                           |                                                          |
| フォートワース海軍航空基地統合予備役基地           | テキサス州フォートワース                               |                                                          |
| キングスビル海軍航空基地                           | テキサス州キングスビル                                 |                                                          |
| 医療教育訓練校                                     | テキサス州サンアントニオ                               |                                                          |
| オシアナ海軍航空基地                               | バージニア州バージニアビーチ                           |                                                          |
| リトルクリーク統合遠征基地                         | バージニア州バージニアビーチ                           |                                                          |
| ポーツマス海軍医療センター                         | バージニア州ポーツマス                                 |                                                          |
| ノーフォーク海軍造船所                             | バージニア州ポーツマス                                 |                                                          |
| ダールグレン海軍水上戦センター                     | バージニア州ダールグレン                               |                                                          |
| ノーフォーク海軍基地                               | バージニア州ノーフォーク                               |                                                          |
| ノーフォーク海軍基地チェンバーズ・フィールド       | バージニア州ノーフォーク                               | ノーフォーク海軍基地の構成施設                           |
| ハンプトン・ローズ海軍支援施設                     | バージニア州ノーフォーク                               |                                                          |
| ヨークタウン海軍武器基地                           | バージニア州ヨークタウン                               |                                                          |
| ハンプトン・ローズ訓練支援センター                 | バージニア州バージニアビーチ                           |                                                          |
| エバレット海軍基地                                 | ワシントン州エバレット                                 |                                                          |
| キトサップ海軍基地                                 | ワシントン州ブレマートン                               |                                                          |
| バンゴール海軍潜水艦基地                           | ワシントン州バンゴール                                 | キトサップ海軍基地の構成施設                             |
| ブレマートン海軍施設                               | ワシントン州ブレマートン                               | キトサップ海軍基地の構成施設                             |
| ブレマートン海軍病院                               | ワシントン州ブレマートン                               | ブレマートン海軍施設の構成施設                           |
| ピュージェット・サウンド海軍造船所                 | ワシントン州ブレマートン                               |                                                          |
| ホイッドビー・アイランド海軍航空基地               | ワシントン州オークハーバー                             |                                                          |
| ジム・クリーク海軍無線局                           | ワシントン州オソ                                       |                                                          |
| アメリカ海軍天文台                                 | ワシントンD.C.北西地区                                 | 副大統領公邸を含む                                       |
| アナコスティア-ボーリング統合基地                  | ワシントンD.C.南東地区                                 |                                                          |
| アナコスティア海軍支援施設                         | ワシントンD.C.南東地区                                 | アナコスティア-ボーリング統合基地の構成施設              |
| ワシントン海軍工廠                                 |                                                        |                                                          |
| アメリカ海軍調査研究所                             | ワシントンD.C.南西地区                                 |                                                          |

## アメリカ海外領土
| 施設名                           | 所在地                 | 備考                                     |
| -------------------------------- | ---------------------- | ---------------------------------------- |
| グアム海軍基地                   | グアム                 |                                          |
| グアム海軍病院                   | グアム                 |                                          |
| プエルトリコ海軍運用支援センター | プエルトリコサンフアン | アメリカ陸軍のフォート・ブキャナンと共用 |
| ルーズベルト・ローズ海軍基地     | プエルトリコセイバ     |                                          |

## アメリカ国外
| 施設名                                         | 所在地                                     | 備考                   |
| ---------------------------------------------- | ------------------------------------------ | ---------------------- |
| ハロルド・E・ホルト海軍通信施設                | オーストラリア西オーストラリア州エクスマス |                        |
| 大西洋水中戦試験評価センター                   | バハマアンドロス島                         |                        |
| バーレーン海軍支援施設                         | バーレーンマナーマ                         |                        |
| ムハッラク飛行場                               | バーレーンムハッラク県ムハッラク           |                        |
| ディエゴガルシア海軍支援施設                   | イギリス領インド洋地域ディエゴガルシア島   |                        |
| グァンタナモ海軍基地                           | キューバグアンタナモ湾                     |                        |
| キャンプ・レモニエ                             | ジブチ共和国ジブチ市                       |                        |
| スダ湾海軍支援施設                             | ギリシャクレタ島                           |                        |
| ナポリ海軍支援施設                             | イタリアカンパニア州ナポリ                 |                        |
| シゴネラ海軍航空基地                           | イタリアシチリア州レンティーニ             | イタリア空軍と共用     |
| ナポリ海軍コンピューターおよび通信局           | イタリアカンパニア州ナポリ                 |                        |
| 厚木海軍航空施設                               | 日本神奈川県綾瀬市、大和市                 | 海上自衛隊と共用       |
| 佐世保基地                                     | 日本長崎県佐世保市                         |                        |
| 横須賀海軍施設                                 | 日本神奈川県横須賀市                       |                        |
| 海軍極東地域コンピューターおよび通信局         | 日本神奈川県横須賀市                       |                        |
| 鎮海基地                                       | 大韓民国慶尚南道昌原市                     |                        |
| ムハンマド・アル＝アフマド・クウェート海軍基地 | クウェートアハマディ県アハマディ           | クウェート海軍と共用   |
| センバワン海軍基地                             | シンガポールセンバワン                     | シンガポール海軍と共用 |
| ロタ海軍基地                                   | スペインアンダルシア州ロタ                 | スペイン海軍と共用     |